# Leon Dejits
Leon Dejits (Леон Дежиц)  , né en 1955 à Minsk en Biélorussie (URSS) et mort le 27 juillet 2020 est un coureur cycliste soviétique.

## Biographie
Leon Dejits (Leonid Deshits)(Dezhits), biélorusse, a un parcours cycliste classique, caractéristique du cyclisme soviétique : il doit s'imposer dans les structures de sa république, celle de Biélorussie, avant de pouvoir accéder à l'équipe d'URSS. Après avoir obtenu une probante médaille de bronze à l'Universiade (championnat du monde universitaire) de juin 1978, dont le vainqueur Theo de Rooij se fera un nom chez les professionnels, il est intégré dans l'équipe d'URSS. Il semble avoir été spécialisé pour courir le Tour d'Autriche, épreuve réputée en raison du relief de ce pays. S'il s'adjuge le classement du meilleur sprinter à deux reprises, ses places d'honneur dans cette course témoigne d'un polyvalence certaine. 

## Palmarès

### Palmarès année par année
- 1978
  - 4e étape du Tour de Bohême[3]
  -  3e du championnat du monde universitaire sur route[4]
- 1980
  -  Champion d'URSS sur route
  - Tour de Crimée
  - Tour du Loir-et-Cher
  - 3e du Tour de Bulgarie
- 1981
  - 6e étape du Tour d'Autriche[5]
- 1982
  - Tour de Bulgarie
- 1983
  - 3e étape du Tour de la Valsesia[6]

### Places d'honneur
- 1978
  - 5e du  Tour de Bohême
- 1979
  - 5e de l'épreuve individuelle de la Spartakiade d'été des peuples de l'URSS
  - 5e du Tour d'Autriche
- 1980
  - Classement par équipes de la Course de la Paix avec l'équipe d'URSS
  - Classement par équipes au Tour de Cuba avec la sélection soviétique URSS-A[7]
  - 4e du Ruban granitier breton
  - 18e de la Course de la Paix
- 1982
  - 5e du Tour d'Autriche[8]
- 1983
  - 4e du Tour de la Valsesia